# Arthur Albiston
Arthur Richard Albiston (ur. 14 lipca 1957 w Edynburgu) – szkocki piłkarz występujący na pozycji lewego obrońcy.

## Kariera
W Manchesterze United grał od 1974 do 1988 roku, trzykrotnie zdobywając z tym klubem Puchar Anglii. Debiutował 9 października 1974 w Pucharze Ligi w meczu przeciwko Manchesterowi City. Sześć dni później zadebiutował w lidze, grając przeciwko Portsmouth. W pierwszym składzie regularnie zaczął grać w sezonie 1976/77.
Łącznie dla Manchesteru United rozegrał 485 spotkań, strzelił 7 goli oraz wystąpił w 4 finałach Pucharu Anglii.